# 1958 في إيطاليا
فيما يلي قوائم الأحداث التي وقعت خلال عام 1958 في إيطاليا.

## سياسة

### تعيين في المنصب
- 1 يوليو – أمنتوري فانفاني رئيس وزراء إيطاليا.
- 1 يوليو – أنطونيو سينيي وزير الدفاع  [لغات أخرى]‏.
- 1 يوليو – جوليو أندريوتي Minister of Treasury ‏.

## أفلام
من الأفلام التي صدرت هذه السنة في إيطاليا:
- 1 يناير – الحرب والسلام من إخراج كينج فيدور.
- 10 مايو – عمي من إخراج جاك تاتي.
- 17 أكتوبر – حول العالم في 80 يوما من إخراج مايكل أندرسون (مخرج أفلام)، جون فارو.

## موسيقى

### أغاني
من الأغاني التي صدرت هذه السنة في إيطاليا:
- 1 فبراير – فولاري من غناء دومينيكو مودونيو.

## كتب
من الكتب التي صدرت هذه السنة في إيطاليا:
- 1 يناير – إل غاتوباردو من تأليف جوزيبي توماسي دي لامبيدوزا.

## مواليد

### يناير
- 1 يناير – جون راندولف بيبر
- 5 يناير – مونيكا غيريتوري ممثلة إيطالية.
- 7 يناير – ميكي بياسيون سائق رالي إيطالي.
- 25 يناير – روبرتو بريمير لاعب كرة سلة إيطالي.
- 26 يناير – جيان بييرو غاسبيريني
- 30 يناير – ماركو سولفريني لاعب كرة سلة إيطالي.

### فبراير
- 7 فبراير – جوزيبي باريزي لاعب كرة قدم إيطالي.
- 25 فبراير – سيلفيسترو ميلاني دراج إيطالي.

### مارس
- 16 مارس – ماركو بابا متسابق دراجات نارية إيطالي.
- 26 مارس – إيليو دي انجيليس

### أبريل
- 29 أبريل – جوفاني غالي لاعب كرة قدم إيطالي.

### مايو
- 2 مايو – جوزيبي دوسينا لاعب كرة قدم إيطالي.
- 5 مايو – سيرسي كوسمي

### يونيو
- 12 يونيو – دومينيكو بريجاجليا متسابق دراجات نارية إيطالي.
- 23 يونيو – بييترو فانا لاعب ومدرب كرة قدم إيطالي.

### يوليو
- 5 يوليو – فاليريو بيفا

### أغسطس
- 8 أغسطس – ماورو ماور موسيقي إيطالي.
- 26 أغسطس – نيشي فيندولا

### سبتمبر
- 15 سبتمبر – جيانماركو بليني ضابط إيطالي.
- 22 سبتمبر – أندريا بوتشيلي

### أكتوبر
- 4 أكتوبر – فرانشيسكو دامياني ملاكم إيطالي.
- 5 أكتوبر – أنتونيو دي جينارو لاعب كرة قدم إيطالي.
- 19 أكتوبر – بيترو جينيرالي لاعب كرة سلة إيطالي.

## وفيات

### مارس
- 1 مارس – جياكومو بالا (مواليد 1871) فنان إيطالي.

### يوليو
- 6 يوليو – لويجي موسو (مواليد 1924)

### أكتوبر
- 9 أكتوبر – بيوس الثاني عشر (مواليد 1876)